# Mónosbél
Mónosbél je obec v Maďarsku na severu župy Heves v okresu Bélapátfalva v Bukových horách. K 1. lednu 2015 zde žilo 358 obyvatel.

## Historie
První písemná zmínka o obci pochází z 1261.

## Geografie
Obec se nachází asi 2,5 km jihozápadně od okresního města Bélapátfalva. Od města s župním právem Eger se nachází asi 15 km severně.
Obec se nachází v Bukových horách ve výšce 287 m n. m.

## Doprava
Do obce se dá dostat silnicí ze Egeru a Bélapátfalvi. Dále zde prochází železniční trať Eger – Putnok, na které se nachází stanice Mónosbél.